# Marlierea capitata
Marlierea capitata är en myrtenväxtart som beskrevs av Otto Karl Berg. Marlierea capitata ingår i släktet Marlierea och familjen myrtenväxter. Inga underarter finns listade i Catalogue of Life.